# Polnische Meisterschaften im Skilanglauf 2021
Die Polnischen Meisterschaften im Skilanglauf 2021 fanden vom 22. bis zum 24. Januar 2021 und am 20. und 21. März 2021 in Zakopane statt. Ausgetragen wurden bei den Männern die Distanzen 10 km, 15 km und 30 km  und bei den Frauen 5 km, 10 km und 15 km. Zudem wurden Sprint und Teamsprints absolviert. Das Sprint und Langdistanzrennen am 20. und 21. März wurden im Rahmen des Slavic-Cups ausgetragen. Bei den Männern gewann Dominik Bury über 10 km, 15 km und 30 km, sowie im Teamsprint zusammen mit Kamil Bury für den KS AZS-AWF Katowice. Zudem siegte Maciej Staręga im Sprint. Bei den Frauen holte Monika Skinder die Meistertitel im Sprint und über 15 km. Zudem triumphierte Magdalena Kobielusz über 10 km und im Teamsprint zusammen mit Weronika Mikołjaczyk für den Sokół Szczyrk. Das Rennen über 5 km gewann Eliza Rucka.

## Ergebnisse Herren

### Sprint klassisch
| Platz | Name              | Verein              |
| ----- | ----------------- | ------------------- |
| 1     | Tomáš Kalivoda    | Tschechien          |
| 2     | Tomas Lukes       | Tschechien          |
| 3     | Maciej Staręga    | UKS Rawa Siedlce    |
| 4     | Ondřej Černý      | Tschechien          |
| 5     | Petr Knop         | Tschechien          |
| 6     | Piotr Sobiczewski | UKS Rawa Siedlce    |
| 7     | Michał Skowron    | KS AZS-AWF Katowice |
| 8     | Mateusz Haratyk   | Trójwieś Beskidzka  |

Datum: 20. März

Es waren 58 Läufer am Start. Dieses Rennen gehörte zugleich zum Slavic Cup.

### Teamsprint klassisch
| Platz | Team                                                   | Zeit (min) |
| ----- | ------------------------------------------------------ | ---------- |
| 1     | KS AZS-AWF KatowiceDominik Bury Kamil Bury             | 23:14,9    |
| 2     | UKS Regle KościeliskoRobert Bugara Sebastian Bryja     | 23:15,6    |
| 3     | Trójwieś BeskidzkaŁukasz Gazurek Mateusz Haratyk       | 24:39,6    |
| 4     | UKS Rawa SiedlcePiotr Sobiczewski Maciej Staręga       | 24:49,2    |
| 5     | KS AZS-AWF KatowiceDawid Damian Kacper Antolec         | 25:05,3    |
| 6     | KS AZS-AWF KatowiceMichał Boreczek Krzysztof Małkiński | 25:06,7    |

Datum: 22. Januar

Es waren 11 Teams am Start.

### 10 km Freistil
| Platz | Name            | Verein                | Zeit (min) |
| ----- | --------------- | --------------------- | ---------- |
| 1     | Dominik Bury    | KS AZS-AWF Katowice   | 22:23,43   |
| 2     | Kamil Bury      | KS AZS-AWF Katowice   | 22:38,57   |
| 3     | Kacper Antolec  | KS AZS-AWF Katowice   | 23:11,41   |
| 4     | Sebastian Bryja | UKS Regle Kościelisko | 23:19,06   |
| 5     | Mateusz Haratyk | Trójwieś Beskidzka    | 23:19,99   |
| 6     | Łukasz Gazurek  | Trójwieś Beskidzka    | 23:22,57   |
| 7     | Martin Pavella  | Slowakei              | 23:28,33   |
| 8     | Michał Skowron  | KS AZS-AWF Katowice   | 23:36,42   |
| 9     | Robert Bugara   | UKS Regle Kościelisko | 23:56,64   |
| 10    | Maciej Staręga  | UKS Rawa Siedlce      | 23:57,55   |

Datum: 23. Januar

Es waren 67 Läufer am Start.

### 15 km klassisch
| Platz | Name             | Verein                    | Zeit (min) |
| ----- | ---------------- | ------------------------- | ---------- |
| 1     | Dominik Bury     | KS AZS-AWF Katowice       | 32:53      |
| 2     | Kamil Bury       | KS AZS-AWF Katowice       | 33:31      |
| 3     | Mateusz Haratyk  | Trójwieś Beskidzka        | 33:36      |
| 4     | Maciej Staręga   | UKS Rawa Siedlce          | 34:22      |
| 5     | Michał Skowron   | KS AZS-AWF Katowice       | 34:23      |
| 6     | Kacper Antolec   | KS AZS-AWF Katowice       | 34:33      |
| 7     | Robert Bugara    | UKS Regle Kościelisko     | 35:03      |
| 8     | Łukasz Gazurek   | Trójwieś Beskidzka        | 35:04      |
| 9     | Dawid Damian     | KS AZS-AWF Katowice       | 35:30      |
| 10    | Bartosz Cielniak | MULKS Tomaszów Mazowiecki | 35:47      |

Datum: 24. Januar

Es waren 59 Läufer am Start.

### 30 km Freistil Massenstart
| Platz | Name               | Verein              | Zeit (std) |
| ----- | ------------------ | ------------------- | ---------- |
| 1     | Petr Knop          | Tschechien          | 1:05:32,70 |
| 2     | Dominik Bury       | KS AZS-AWF Katowice | 1:05:34,98 |
| 3     | Vladimir Kozlovsky | Tschechien          | 1:05:53,75 |
| 4     | Ján Koristek       | Slowakei            | 1:06:56,13 |
| 5     | Mateusz Haratyk    | Trójwieś Beskidzka  | 1:06:56,43 |
| 6     | Tomas Lukes        | Tschechien          | 1:07:41,50 |
| 7     | Kacper Antolec     | KS AZS-AWF Katowice | 1:07:42,95 |
| 8     | Peter Mlynár       | Slowakei            | 1:07:56,08 |
| 9     | Tomáš Kalivoda     | Tschechien          | 1:07:56,94 |
| 10    | Tomas Dufek        | Tschechien          | 1:07:57,92 |

Datum: 21. März

Es waren 54 Läufer am Start. Dieses Rennen gehörte zugleich zum Slavic Cup.

## Ergebnisse Frauen

### Sprint klassisch
| Platz | Name                | Verein                              |
| ----- | ------------------- | ----------------------------------- |
| 1     | Alena Procházková   | Slowakei                            |
| 2     | Monika Skinder      | MULKS Tomaszów Mazowiecki           |
| 3     | Izabela Marcisz     | Stowarzyszenie Sportowe Prządki-ski |
| 4     | Sandra Schützová    | Tschechien                          |
| 5     | Barbora Antošová    | Tschechien                          |
| 6     | Magdalena Kobielusz | Sokół Szczyrk                       |
| 7     | Adéla Nováková      | Tschechien                          |
| 8     | Karolina Kaleta     | LKS Markam Wiśniowa-Osieczany       |

Datum: 20. März

Es waren 39 Läuferinnen am Start. Dieses Rennen gehörte zugleich zum Slavic Cup

### Teamsprint klassisch
| Platz | Team                                                      | Zeit (min) |
| ----- | --------------------------------------------------------- | ---------- |
| 1     | Sokół SzczyrkWeronika Mikołjaczyk Magdalena Kobielusz     | 25:00,3    |
| 2     | MULKS Tomaszów MazowieckiKarolina Kuć Anna Berezecka      | 25:43,5    |
| 3     | Sokół SzczyrkAleksandra Mikołajczyk Lena Kliś             | 26:18,4    |
| 4     | MKS Halicz UstrzykiOliwia Buśko Andżelika Szyszka         | 26:21,8    |
| 5     | LKS Markam Wiśniowa-OsieczanyIwona Piekarz Gabriela Gdula | 27:54,0    |
| 6     | UKS Rawa SiedlceAnna Bielecka Iga Staręga                 | 29:52,0    |

Datum: 22. Januar

Es waren 7 Teams am Start.

### 5 km Freistil
| Platz | Name                  | Verein                 | Zeit (min) |
| ----- | --------------------- | ---------------------- | ---------- |
| 1     | Eliza Rucka           | KS AZS-AWF Katowice    | 13:41,52   |
| 2     | Hanna Popko           | UKS Hubal Białystok    | 14:19,64   |
| 3     | Magdalena Kobielusz   | Sokół Szczyrk          | 14:31,58   |
| 4     | Laura Legierska       | Trójwieś Beskidzka     | 14:41,41   |
| 5     | Zuzanna Fujak         | Trójwieś Beskidzka     | 14:42,08   |
| 6     | Marcelina Wojtyła     | KS AZS-AWF Katowice    | 14:47,19   |
| 7     | Andżelika Szyszka     | MKS Halicz Ustrzyki    | 14:47,39   |
| 8     | Aleksandra Kołodziej  | LKS Witów Mszana Górna | 14:49,44   |
| 9     | Anna Berezecka        | MKS Halicz Ustrzyki    | 15:02,76   |
| 10    | Catherine Spierenburg | UKS Regle Kościelisko  | 15:03,80   |

Datum: 23. Januar

Es waren 60 Läuferinnen am Start.

### 10 km klassisch
| Platz | Name                | Verein                 | Zeit (min) |
| ----- | ------------------- | ---------------------- | ---------- |
| 1     | Magdalena Kobielusz | Sokół Szczyrk          | 33:26      |
| 2     | Zuzanna Fujak       | Trójwieś Beskidzka     | 33:37      |
| 3     | Andżelika Szyszka   | MKS Halicz Ustrzyki    | 34:20      |
| 4     | Laura Legierska     | Trójwieś Beskidzka     | 34:29      |
| 5     | Hanna Popko         | UKS Hubal Białystok    | 34:34      |
| 6     | Julia Demkowska     | LKS Witów Mszana Górna | 34:37      |
| 7     | Marcelina Wojtyła   | KS AZS-AWF Katowice    | 35:05      |
| 8     | Oliwia Buśko        | MKS Halicz Ustrzyki    | 35:33      |
| 9     | Weronika Jarecka    | LKS Klimczok Bystra    | 35:39      |
| 10    | Emilia Dobija       | LKS Klimczok Bystra    | 35:42      |

Datum: 24. Januar

Es waren 50 Läuferinnen am Start.

### 15 km Freistil Massenstart
| Platz | Name              | Verein                              | Zeit(min) |
| ----- | ----------------- | ----------------------------------- | --------- |
| 1     | Alena Procházková | Slowakei                            | 41:53,85  |
| 2     | Sandra Schützová  | Tschechien                          | 41:54,06  |
| 3     | Monika Skinder    | MULKS Tomaszów Mazowiecki           | 41:54,30  |
| 4     | Izabela Marcisz   | Stowarzyszenie Sportowe Prządki-ski | 41:54,98  |
| 5     | Pavlina Votockova | Tschechien                          | 41:59,63  |
| 6     | Karolina Kaleta   | LKS Markam Wiśniowa-Osieczany       | 42:11,52  |
| 7     | Adéla Nováková    | Tschechien                          | 42:21,97  |
| 8     | Zuzanna Fujak     | Trójwieś Beskidzka                  | 42:25,96  |
| 9     | Anna Sixtová      | Tschechien                          | 42:49,26  |
| 10    | Daria Szkurat     | KS Chochołów                        | 42:52,89  |

Datum: 21. März

Es waren 36 Läuferinnen am Start. Dieses Rennen gehörte zugleich zum Slavic Cup.